# جزيرة الأحلام (فلم)
جزيرة الأحلام فيلم كوميدي، غنائي، استعراضي مصري لعام 1951 من إخراج عبد العليم خطاب. الفيلم من بطولة كارم محمود، وزمردة، وسعاد مكاوي، يدور الفيلم حول البحار سامي وكَثْرة المشاحنات مع زوجته سكرة لغيرتها عليه، يقرر سامي الهرب والبُعد، إلى أن يذهب لجزيرة، ويجد هناك أميرة تحكمها.
صدر الفيلم إلى دور العرض المصرية في 9 سبتمبر 1951.
منح موقع قاعدة بيانات الأفلام العربية «السينما.كوم» الفيلم درجة 6.1/ 10.

## أحداث الفيلم
يترك سامي (كارم محمود) زوجته سكرة (سعاد مكاوى)، ويسهر مع أصدقائه البحارة: مشمش (على الكسار)، وبندق (إبراهيم فوزى)، يلعب ويشرب معهم، ويعود كل يوم بعد منتصف الليل سكراناً. تتشاجر معه زوجته، وحماته (مارى عز الدين) دائماً مما يجعله يزيد في السهر مع أصدقائه هروباً من البيت. يتأخر عن العودة للمنزل، في أحد الأيام، فتذهب سكرة للبحث عنه، وتعلم أنه ذهب مع أصدقائه البحارة إلى المركب التي يعملون عليها. تصعد سكرة على سطح المركب، وتختبئ لتضبطه مع النساء، التي تظن أنه يسهر معهن. تقلع المركب بهم، وقد اكتشف قبطان المركب (على عبد العال) وجود سامي على سطح المركب، ويعجب بصوته وغنائه، ويوافق على وجوده معهم، ولكن القراصنة يهاجمون المركب ويقتلوا من فيها، وتدور معارك ضارية تنفجر على إثرها المركب، وقبل احتراقها يتمكن الثلاثي: سامى، ومشمش، وبندق من ركوب زورق يصل بهم إلى جزيرة الأحلام، حيث يقبض عليهم رئيس الحرس (رياض القصبجى)، ويقدمهم لكاهن الجزيرة (سراج منير) الذي يقرر حرقهم، وأكلهم، ولكن أميرة الجزيرة (زمردة حقي) تعجب بسامى فقرر تأجيل الإعدام، وتقيم علاقة غرامية مع سامي، وتعترف له بأنها كانت مسافرة
من مصر إلى أمريكا لإكمال دراستها، ولكن تسقط طائرتها في الجزيرة، ويعجب بها حاكم الجزيرة (عبد الوهاب المسيرى)، ويطمع بالزواج منها، ويريد الكاهن أيضاً أن يستأثر بها لنفسه، فيقتل حاكم الجزيرة بالسم، ويحاول أن يتزوجها، ولكنها ترفضه وتصده دائماً، وأنها سبق لها أن أحبت أحد الغرباء، ولكنها اكتشفت أنه متزوج فقتلته، ويخاف سامي أن يخبرها أنه متزوج. تتمكن سكرة من ركوب أحد الزوارق وتصل إلى الجزيرة. تبحث سكرة عن زوجها سامي، وتتشاجر مع الأميره، ويخبرها سامي أن سكرة هي زوجة بندق.
يتمكن الكاهن من القبض على سامي، ويحاول ان يجبر الأميرة على الزواج منه مقابل إنقاذ سامي، ولكن الأميرة تطلب من سكرة ومشمش وبندق سرقة السم من معمل الكاهن، وتدسه له في الشراب، وتخبر أهل الجزيرة أن الكاهن هو الذي قتل حاكم الجزيرة. يحاول الكاهن أن يقتل الأميرة، ولكن سامي يطلق الرصاص عليه ويقتله. تعلم الأميرة بزواج سامي من سكرة، وتبارك زواجهم، وتستضيفهم حتى تمر إحدى السفن بلجزيرة، وتقل سامى وسكرة ومشمش وبندق إلى مصر، وتبقى الأميرة تحكم الجزيرة بعد أن ضحت بحبها.

## طاقم التمثيل
- كارم محمود: في دور البحار سامي.

- زمردة: في دور أميرة الجزيرة.

- سعاد مكاوي: في دور سكرة (زوجة سامي).

- سراج منير: في دور كاهن الجزيرة.

- علي الكسار: في دور البحار مشمش.

- إبراهيم فوزي: في دور البحار بندق.

- رياض القصبجي: في دور رئيس حرس الجزيرة.

- ماري عز الدين: في دور حماة سامي.

بالاشتراك مع: كيتي - محمود لطفي – حسن صالح – يوسف سليم – رجوات منصور – ماري باي باي (بهيجة محمد علي) – سابح طه – عبد المنعم إسماعيل – أمينة السيد – علي عبد العال – عبد القادر المسيري – حسين عيسى - خريستو كلاداكيس – ليز ولين.

## أبطال الفيلم
زمردة هي ممثلة مصرية من مواليد 1926 اكتشفها عميد المسرح العربي يوسف وهبي الذي كان يبحث عن فتاة أرستقراطية الملامح لتؤدي دور امرأة ثرية تقع في حب فلاح فقير، وهي منحدرة من أصول أرمنية ومولودة في القاهرة 1926، وقدمها من خلال فيلم (الأفوكاتو مديحة) في عام 1950.
ذاعت شهرة كيتى كراقصة أجنبية من أصل يونانى تتميز بالرشاقة وخفة الدم والمرح وجمال الوجه والجسد وهى الصفات التي فتحت لها بوابة المرور إلى عالم السينما حينما طلب منها المنتج حسين سرور التمثيل في فيلم قام هو بكتابة السيناريو له وهكذا كانت بدايتها مع عالم السينما في فيلم «جزيرة الأحلام»

## أغاني الفيلم
يحتوي الفيلم على 9 أغاني، واستعراض رقص لكيتي
يا حلوة عينيكي ساحراني: غناء سيد الليثي
يا ويلك يا ظلام ليلك: غناء سعاد مكاوي
البوترو شريو: غناء كارم محمود
يا كابتن الحصومات: غناء كارم محمود
نور الامل هل علينا: غناء كارم محمود
اللي يخون الوطن: غناء كارم محمود
يا قلبي ودّع من الدنيا: غناء كارم محمود
صعبان عليّا يا نور عينيّه: غناء علي الكسار، وإبراهيم جكلة
جميل وساحر: غناء كارم محمود 

## روابط خارجية
- مقالات تستعمل روابط فنية بلا صلة مع ويكي بيانات

https://dhliz.com/film/gazirat_al_a7lam/ جزيرة الأحلام (فيلم)
https://www.imdb.com/title/tt0311198/?ref_=ttfc_fc_tt جزيرة الأحلام (فيلم)
https://karohat.com/Title/90633910-1ec6-4077-b1ea-63150b9d83f4 جزيرة الأحلام (فيلم)